# Rittergut Schöller
Das Rittergut Schöller (auch mit der Bezeichnung: Herrschaft Schöller und Herrlichkeit Schöller) ist ein abgegangener Adelssitz der Herren von Schöller im Wuppertaler Ortsteil Schöller.
Der Bergfried und ein Teil der Burgmauer sind der letzte erhaltene Rest des ehemaligen Herrensitzes Schoeler, der aus dem späten 12. Jahrhundert stammt. Der Bergfried gehört heute zum Gut Schöller, besitzt die Hausanschrift Zur Düssel 2 und wird im Volksmund „Schinderhannesturm“ genannt.

## Geschichte
Der Name Schoeler (heute ist die Schreibvariante „Schöller“ üblich) wurde erstmals 1182 in einer Urkunde des Stiftes St. Gereon in Köln erwähnt. Der Herrensitz war Lehnsnehmer der Abtei Corvey und ging im 13. Jahrhundert in den Besitz der bergischen Grafen über. Diese verpfändeten Burg und Herrschaft an die Herren von Schöller, welche die Burg bis 1708 im Besitz hatten. Zu den bekanntesten Vertretern der Familie gehörte der bergische Marschall, Rat und Amtmann (1531–1546) zu Solingen Rüttger von und zu Schöller.

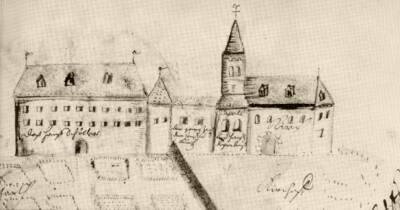
Gut und Kirche Schöller in einer Zeichnung von 1671

Über Mechthild Maria Margaretha von und zu Schöller († 1708) gelangte der Herrensitz 1697 durch Vermählung mit dem Grafen Johann Friedrich Schaesberg in den Besitz der Grafen von Schaesberg (später Schaesberg-Thannheim) über, in deren Familienbesitz sich das Gut noch heute befindet.
Im 18. Jahrhundert wurde das Rittergut von Johann Friedrich Bernhard von Schaesberg bis auf dem Bergfried niedergelegt. Er wollte das Gelände nutzen, um dort eine neue Schlossanlage bauen zu lassen. Dieses Bauwerk wurde aber nicht verwirklicht, da Johann Friedrich vorzeitig starb. Stattdessen wurde das Gut Schöller von einem späteren Pächter errichtet.
Bei einem Brand 1988 wurde der Turm beschädigt.

## Architektur

### Beschreibung
Der Bergfried, der auch als Wohnturm beschrieben wird, ist ein Turm mit quadratischem Grundriss und einem halbrunden Treppenvorbau auf der südlichen Seite. Er wurde aus polygonem Kalksteinmauerwerk errichtet und hatte Quaderlisenen an den Gebäudekanten erhalten. Das spitze Pyramidendach ist über dem Vorbau angeschleppt. In den oberen Geschossen sind Details der ehemaligen Nutzung erkennbar. Erhalten sind das Kamingewände, in die Wand eingearbeitete Vorratsschränke sowie ein Abort.

### Kapelle
Im Erdgeschoss des Bergfrieds wurde 1754 kleine Kapelle, die St.-Mariae-Empfängnis-Kapelle, eingerichtet. Zu einer Zeit als Schöller ansonsten evangelisch-protestantisch dominiert wurde. Der Raum, der Platz für rund 25 Personen bietet, hatte eine Kreuzgewölbedecke erhalten. Die Kapellengemeinschaft Schöller wird von der Kirchengemeinde St. Maximin aus der Nachbargemeinde Wülfrath-Düssel betreut.

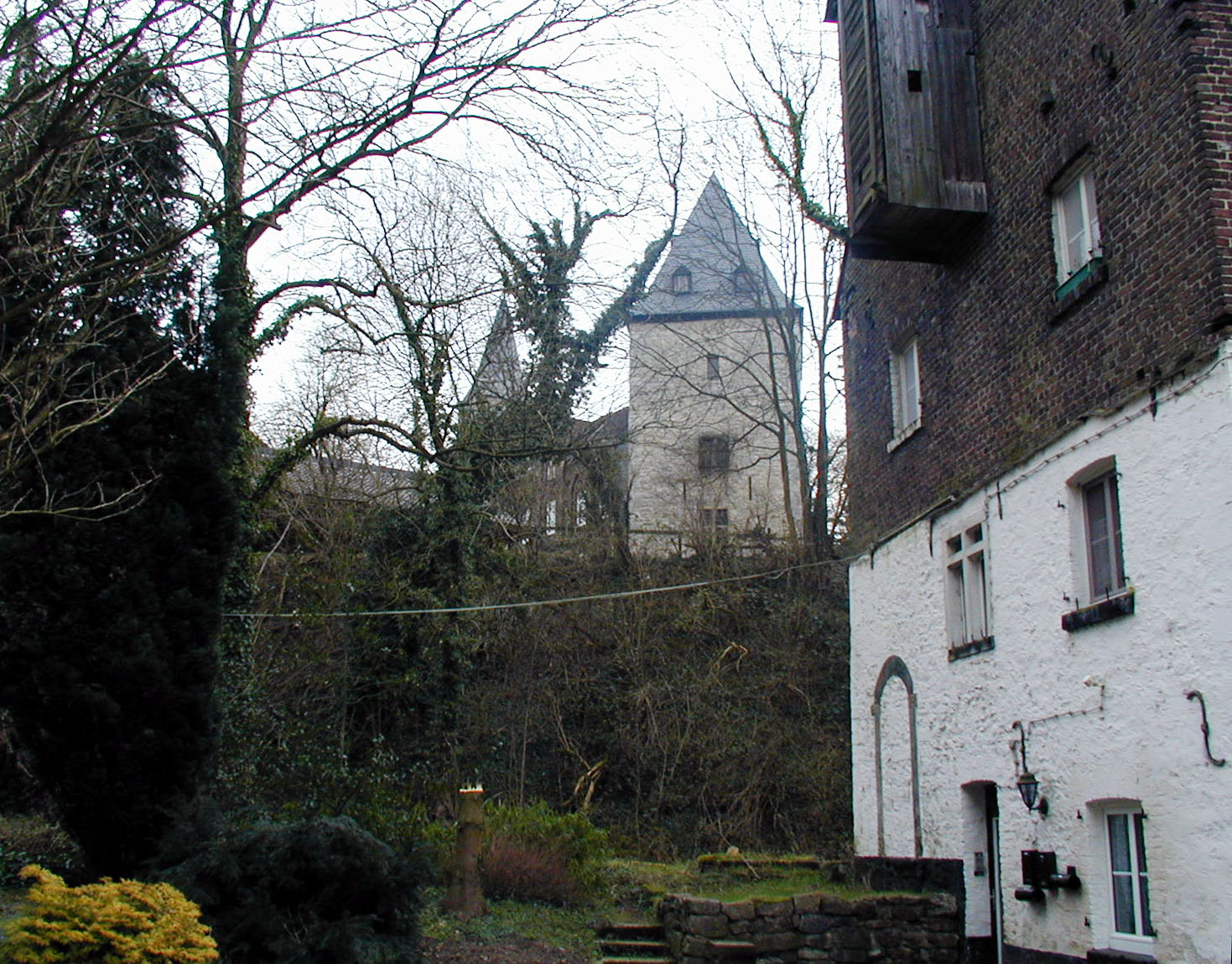
Bergfried und Mühle

Der originale Holzaltar ist erhalten, neben einer Madonna befindet sich seit 1988 St.-Florians-Figur im Kapellenraum. Drei Mal pro Jahr, unter anderem am Palmsonntag und Erntedankfest, wurde eine öffentliche Messe gehalten. Im Frühjahr 2017 entschloss sich die Gemeinde zur Aufgabe der Kapelle als Gottesdienststätte, das eingesparte Geld soll zur Wiederbelebung des Gemeindelebens der Kirche Sankt Barbara in Schlupkothen genutzt werden. Profaniert wird die Kapelle aber nicht und soll zumindest heilige Stätte bleiben, wenn auch ohne Gottesdienstangebot.

### Denkmalschutz
Als einer der ältesten Profanbauten im Wuppertaler Raum wurden der Bergfried und die anschließenden Reste der Burgmauer am 24. August 1988 als Baudenkmal anerkannt. Der Bau ist von ortsgeschichtlicher, volkskundlicher und architekturgeschichtlicher Bedeutung.